# Maheshwar
Maheshwar é uma cidade e uma nagar panchayat no distrito de West Nimar, no estado indiano de Madhya Pradesh.

## Geografia
Maheshwar está localizada a 22° 11′ N, 75° 35′ L. Tem uma altitude média de 155 metros (508 pés).

## Demografia
Segundo o censo de 2001, Maheshwar tinha uma população de 19 646 habitantes. Os indivíduos do sexo masculino constituem 51% da população e os do sexo feminino 49%. Maheshwar tem uma taxa de literacia de 67%, superior à média nacional de 59,5%: a literacia no sexo masculino é de 75% e no sexo feminino é de 59%. Em Maheshwar, 14% da população está abaixo dos 6 anos de idade.